# 中華基督教會灣仔堂基道小學（九龍城）
中華基督教會灣仔堂基道小學（九龍城）（英語：CCC Wanchai Church Kei To Primary School (Kowloon City)）於1968年創立，位於鶴園角靠背壟道170號。該校佔地面積約4400平方米，是一所由中華基督教會灣仔堂所開辦的基督教學校。學校原為位於油麻地的中華基督教會灣仔堂基道學校（下午校），於2005年9月遷往鶴園角原為中華基督教會念慈中學的新校舍，並開始改為全日制授課。
此校亦與同區的中華基督教會基道中學，結為一條龍學校，小六學生可繞過中央派位，直接入讀該校中一。

## 辦學宗旨
|  | 我們以聖經原則及基督教信念，透過辦學去貫徹教會傳道服務精神；為兒童及青少年提供優質教育，造就人才；致力啟發學生潛能，幫助全人成長，建立品德靈性；培育他們成為良好公民，貢獻社會國家。 |

## 外部連結
- （繁體中文） 學校網站（页面存档备份，存于）